# Féminin/Féminin
Féminin/Féminin est une websérie québécoise sur la vie d'un groupe de lesbiennes vivant à Montréal, la série est une fiction, qui prend aussi des airs de documentaire. Elle a été créée par Chloé Robichaud et Florence Gagnon en 2014. Le titre est un clin d'œil au film Masculin / féminin de Jean-Luc Godard.  
La série, qui est la première de son genre au Canada, explore les thèmes de l'infidélité, de la maladie, du coming out, de la peur de l'engagement, de la maternité, de l'écart d'âge dans un couple et d'autres enjeux touchant le couple au féminin,.  
Le premier épisode a été publié sur le site de Lez Spread The Word en janvier 2014, récoltant plus de 100 000 visionnements. Les autres épisodes de la première saison ont été rendus disponibles dès juin 2014 sur le site femininfeminin.com, une fois par semaine,. Tous les épisodes ont été écrits et réalisés par Chloé Robichaud. 
En 2016, la série est apparue sur ICI ARTV. Elle est depuis disponible intégralement au Canada sur Tou.tv et en France sur Studio 4 depuis 2018. Les deux saisons sont également disponibles en Allemagne, en Autriche et en Suisse sur Sooner et aux États-Unis sur Vimeo, Amazon Prime Vidéo et Hulu.  

## Récompenses
La série a remporté le Prix de l'initiative de l'année du Gala Arc-en-ciel 2014, le prix du meilleur montage au Marseille WebFest 2015 et le prix de la meilleure série web au Melbourne Webfest 2015,. 
La série a aussi remporté deux Prix Gémeaux en 2015 : meilleure série web de fiction et meilleure interprétation (Macha Limonchik).

## Distribution
Acteurs principaux
- Macha Limonchik : Céline
- Sarah-Jeanne Labrosse : Julie
- Noémie Yelle :  Léa
- Julianne Côté : Noémie
- Ève Duranceau : Steph
- Eliane Gagnon : Émilie
- Marie-Evelyne Lessard : Sam
- Alexa-Jeanne Dubé : Alex
- Kimberly Laferrière (en) : Anne
- Emilie Leclerc Côté : Maude
- Carla Turcotte : Sophie
- Catherine Brunet : Sarah
- Zacharry-David Dufour : JP
- Nicole Doummar : Lara
- Vanessa Gauvin-Brodeur : Marion

Acteurs secondaires
- Emmanuelle Girard : Karine
- Gabrielle Vaugeois : Amie de Léa
- Justine Gosselin : Amie de Noémie
- Émilie-Pier Kwan : Date de Léa
- Evelyne Brochu : Delphine
- Joseph Antaki : Père de Lara
- Anne-Marie Binette : Collègue de Léa
- Marjorie Armstrong : Jess
- Antoine Pilon : Wiliam
- Justine Labrecque
- Monique Giroux
- Catherine Renaud
- Rosalie Julien
- Ariane Moffatt
- Isabelle Giroux
- Félixe Ross
- Hélène Florent
- Kattia Thony
- Suzanne Clément
- Isabel Richer

## Épisodes

### Saison 1 (2014)[13]
1. Pilote  : Léa essaie tant bien que mal de se détourner de l'amour.
2. Céline et Julie  : Céline s’est récemment divorcée et doit faire face à son célibat.
3. Steph et Sam : Steph apprend à ses dépens qu’il ne faut rien tenir pour acquis.
4. Noémie : Noémie sait qu’elle est gaie. Elle n’a juste pas encore embrassé de filles.
5. Alex et Anne : Alex ne veut surtout pas se poser de questions, au détriment d’Anne qui cherche des réponses.
6. Émilie et Maude : Émilie se retrouve sans maison ni chats à la suite de sa récente séparation.
7. Le chalet : Les filles se réunissent pour une fin de semaine au chalet.
8. F/F : Toute bonne chose a une fin.

### Saison 2 (2018)[14]
1. La noyade : Léa s’entête à passer de merveilleuses vacances au soleil avec ses amies, mais elle ne pourra empêcher certaines tensions de poindre au sein du groupe.
2. Les nouvelles idées : Noémie tarde à décrocher de sa meilleure amie de Blainville, avec qui elle voudrait tant vivre son amour librement. Léa est troublée par sa rencontre avec une ancienne flamme qui ressurgit dans sa vie.
3. C'est sportif : Céline n’arrive plus à cacher ses doutes et son anxiété grandissante quant à sa différence d’âge avec Julie. Maude questionne Émilie, qu’elle sent de plus en plus distante. Sam aborde le sujet délicat d’une possible grossesse.
4. Le triangle : Ouvrir son couple ou ouvrir son lit? Alex et Anne songent mettre à l’épreuve leur monogamie. Noémie confronte Sarah sur son ambivalence entre elle et William.
5. Courrier du cœur : Le cœur se mesure à la raison. Léa ne sait pas si elle doit céder au charme de JP. Sam donne un ultimatum à Steph et Céline doit décider du sort de son couple.
6. Le confessionnal : Céline tente de composer avec un deuil difficile et une Julie malgré tout insistante. Les discordes entre Alex et Anne ne font que s’accentuer, alors que la Française Marion ne décolle plus.
7. Fierté : Steph laisse finalement ses angoisses s’exprimer. Céline s’affirme dans ses décisions relationnelles. Et Lara s’avoue fièrement lesbienne à ses parents.
8. Une famille : Dix mois plus tard, c’est jour de célébrations. Devant la caméra de la réalisatrice, tous se confient sur leurs apprentissages et leurs appréhensions pour l’avenir.